# Trosa
Trosa er et byområde i Trosa kommun i Södermanlands län i Sverige. I 2010 var indbyggertallet 5.027.